# Space Cyclone
Space Cyclone (スペースサイクロン?, Supēsu Saikuron) è uno shoot 'em up per arcade sviluppato e pubblicato nel 1980 dalla Taito.
È stato emulato per la prima volta ed incluso all'interno di Space Invaders Invincible Collection, raccolta uscita nel 2021 su Nintendo Switch.

## Modalità di gioco
Space Cyclone, sebbene sia ideato dall'autore di Space Invaders, non è considerato un clone di quest'ultimo. Come in quel conosciuto gioco, il giocatore controlla un cannone spara laser che dalla parte bassa dello schermo si muove a sinistra e a destra. Gli alieni con la cui arma si devono eliminare, qui non scendono in gruppo a zig zag ma precipitano singolarmente verso il fondo quando vogliono.
Ogni volta che un alieno riesce a raggiungere proprio il fondo, questo entra nella base posta sul bordo sinistro dello schermo e costruisce una porzione di un grande mecha. Quando sette alieni lo avranno assemblato, il mecha si lancia per aria e inizia a sferrare attacchi veloci contro il giocatore. Vengono guadagnati punti extra se la si distrugge con successo.